# George Konrote
Jioji Konousi "George" Konrote, född 26 november 1947 i Rotuma på Fijiöarna, är en fijiansk militär och politiker. Han var landets president mellan 12 november 2015 och 12 november 2021.